# Järnåkerfonden
Järnåkerfonden, egentligen Erik Järnåkers fond i Kungl. Musikaliska Akademien, är en fond som bygger på donationer av Erik Järnåker. Fonden förvaltas av Kungliga Musikaliska Akademien. Fonden består av två delar. Stråkinstrumentfonden är uppbyggd kring en donation 1979. Denna fond förfogar över ett stort antal stråkinstrument av hög kvalitet, vilka ställs till framstående svenska musikers förfogande. Den andra delen, Stiftelsen Saltö, innehade ursprungligen fem timmerhus på Saltö i Bohuslän, en anläggning avsedd för tonsättares, musikers och musikpedagogers rekreation och konstnärliga verksamhet. I enlighet med stiftarens föreskrifter såldes gården när det blev ekonomiskt omöjligt för stiftelsen att driva den vidare och medlen användes till en stipendiefond. Avkastningen används, i enlighet med Järnåkers vilja, till stipendier, dels till elever vid svenska musikhögskolor, dels till kammarmusikkompositörer.